# Terra Nostra
|  | Per a altres significats, vegeu «Terra Nostra (Montcada i Reixac)». |

Terra Nostra és una editorial de la Catalunya del Nord que començà la seva vida com a revista escolar. Publiquen llibres principalment en català, però també en francès i en bilingüe.

## La revista
La revista escolar que es convertiria en l'editorial fou fundada l'any 1965 per Ramon Gual i Casals a Prada de Conflent. Es presentava en forma de quaderns monogràfics sense periodicitat fixa i abastava una temàtica molt variada: tradicions, cançó popular tradicional, àlbums fotogràfics comentats sobre localitats de Catalunya del Nord sota el denominador comú de …fa temps. Fonamentalment centrada a la Catalunya del Nord, no descurava la temàtica global catalana. Sovint contenia texts francesos contraposats als texts en català per a facilitar-ne la comprensió. D'aquesta revista se n'han publicat 100 números, des del 1965 fins al 2001, culminant amb la revista número 100: Bibliografia de Catalunya Nord (1502-1999), de Dolors Serra i Kiel. Aquesta última fou reeditada el 2002 sota el títol Bibliografia de Catalunya Nord (1502-1999). Llibres en català impresos a Catalunya Nord; llibres d'autors nord-catalans publicats en altres llocs, per Terra Nostra en col·laboració amb l'editorial Galerada, de Cabrera de Mar, Catalunya del Sud.

## L'editorial
De la revista sorgí una casa editorial, amb publicacions de caràcter més científic, com la Bibliografia rossellonesa de Renat Noëll, la Flora catalana de Joan Pau Bouchard, i el fonamental Atlas de Catalunya Nord de Joan Becat i Rajaut. També ha editat les obres d'Edmond Brazès, discs de cançó popular catalana tradicional i moderna, alguna obra d'Eliana Thibaut i Comalada, i publica anualment un calendari. A partir del 2001 a vegades publica en coedició amb l'editorial Galerada, de Cabrera de Mar.

## Publicacions
- Bacat i Rajaut, Joan. «Atlas de Catalunya Nord».  Terra Nostra, 1977.